# Jangorzo Football Club
Maillots
Jangorzo Football Club est un club nigérien de football basé à Maradi, au sud du pays. 

## Historique
Fondé à Maradi, la formation joue ses rencontres au Stade de Maradi. Elle compte deux titres nationaux à son palmarès, un championnat et une Coupe du Niger, remportés lors de la saison 1983. En plus de la finale victorieuse en Coupe, Jangorzo en a également perdu trois autres.
Au niveau international, les titres nationaux remportés ne permettent pas au club de participer à la Coupe des clubs champions africains, car les clubs nigériens ne prennent part à aucune compétition continentale entre 1980 et 1989.

## Palmarès
- Championnat du Niger (1) :
  - Vainqueur : 1983

- Coupe du Niger (1) :
  - Vainqueur : 1983
  - Finaliste : 1997, 2001 et 2011